# Cypa decolor
Cypa decolor är en fjärilsart som beskrevs av Walker 1856. Cypa decolor ingår i släktet Cypa och familjen svärmare. Inga underarter finns listade i Catalogue of Life.

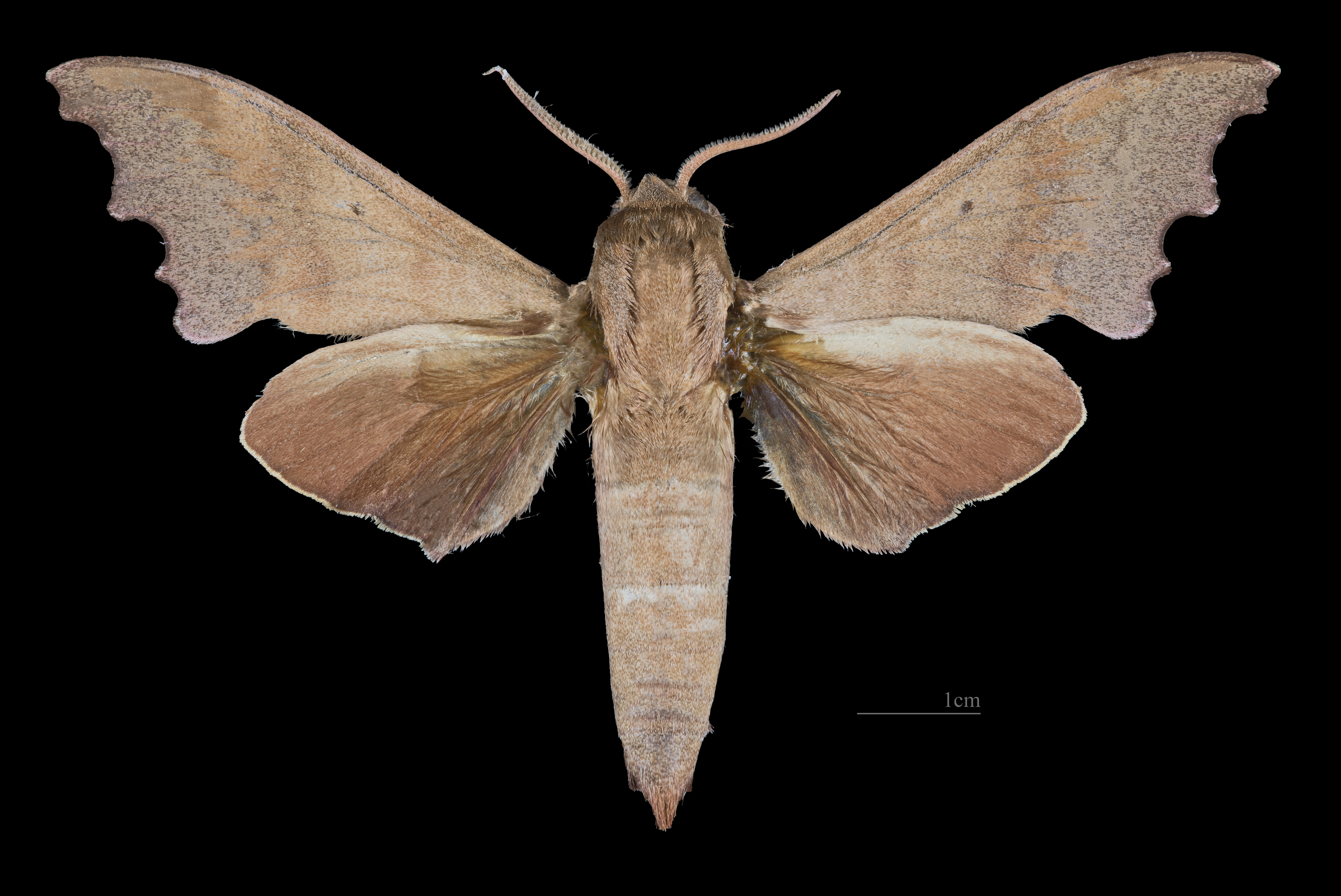
Cypa decolor ♂
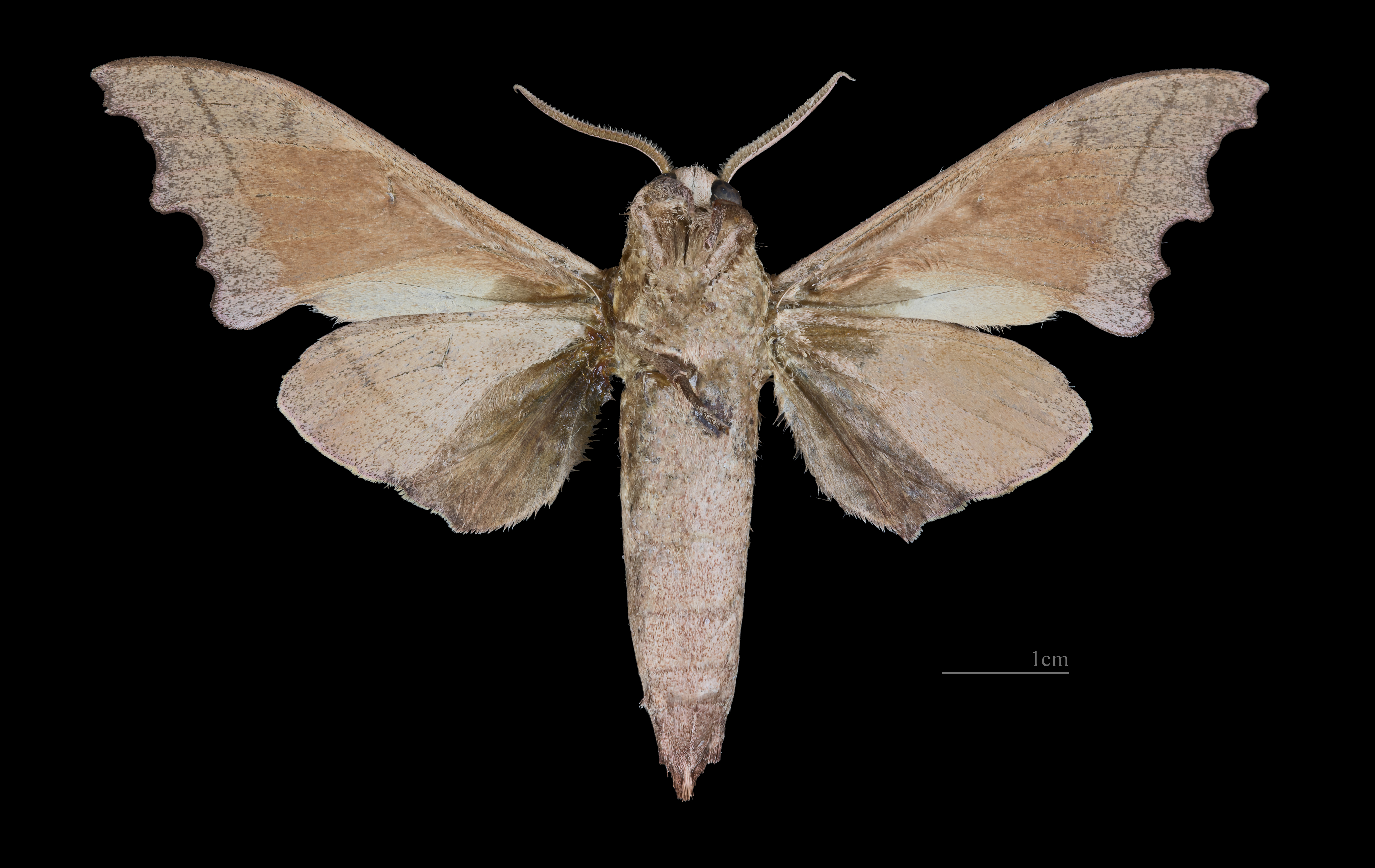
Cypa decolor ♂   △
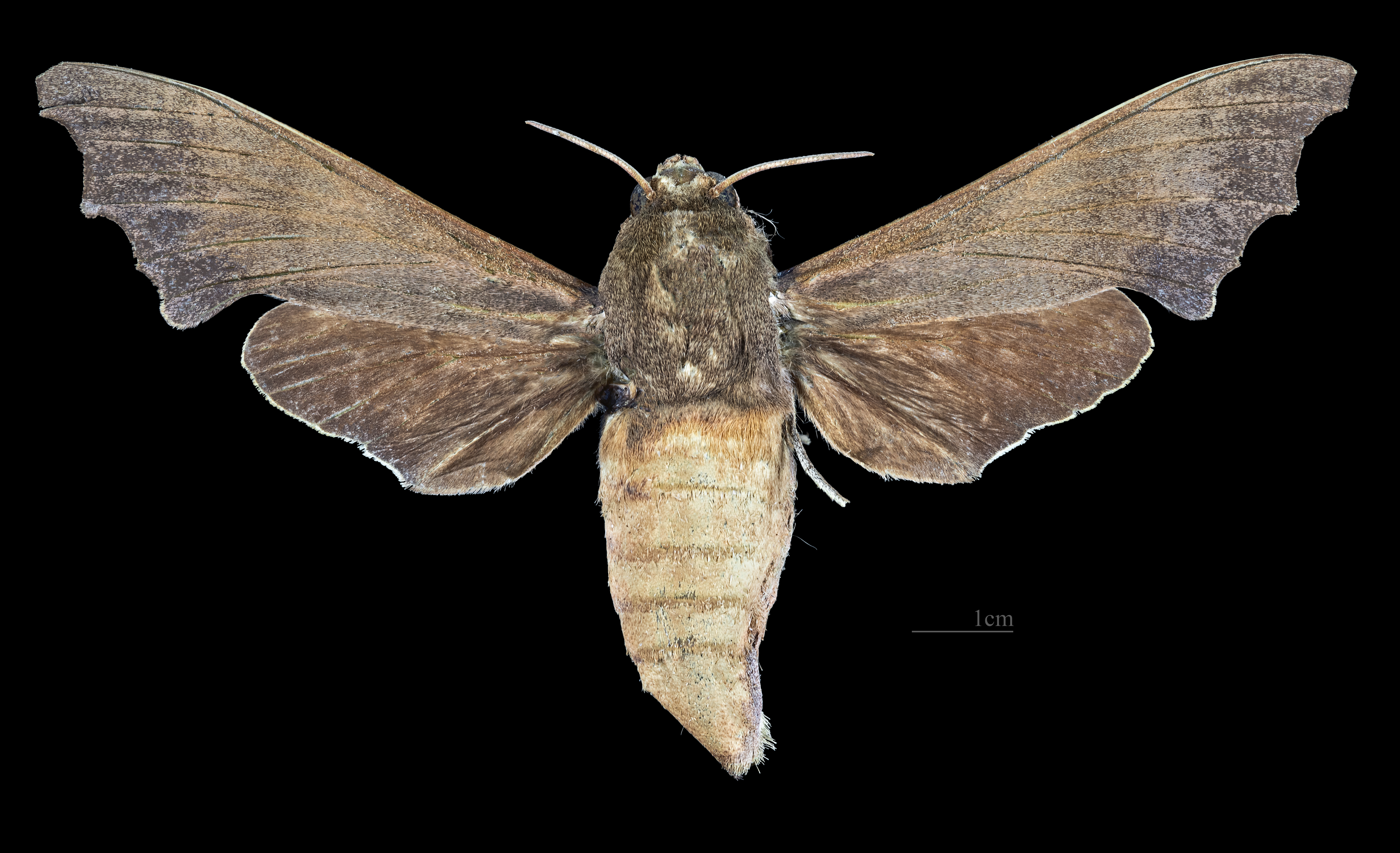
Cypa decolor  ♀
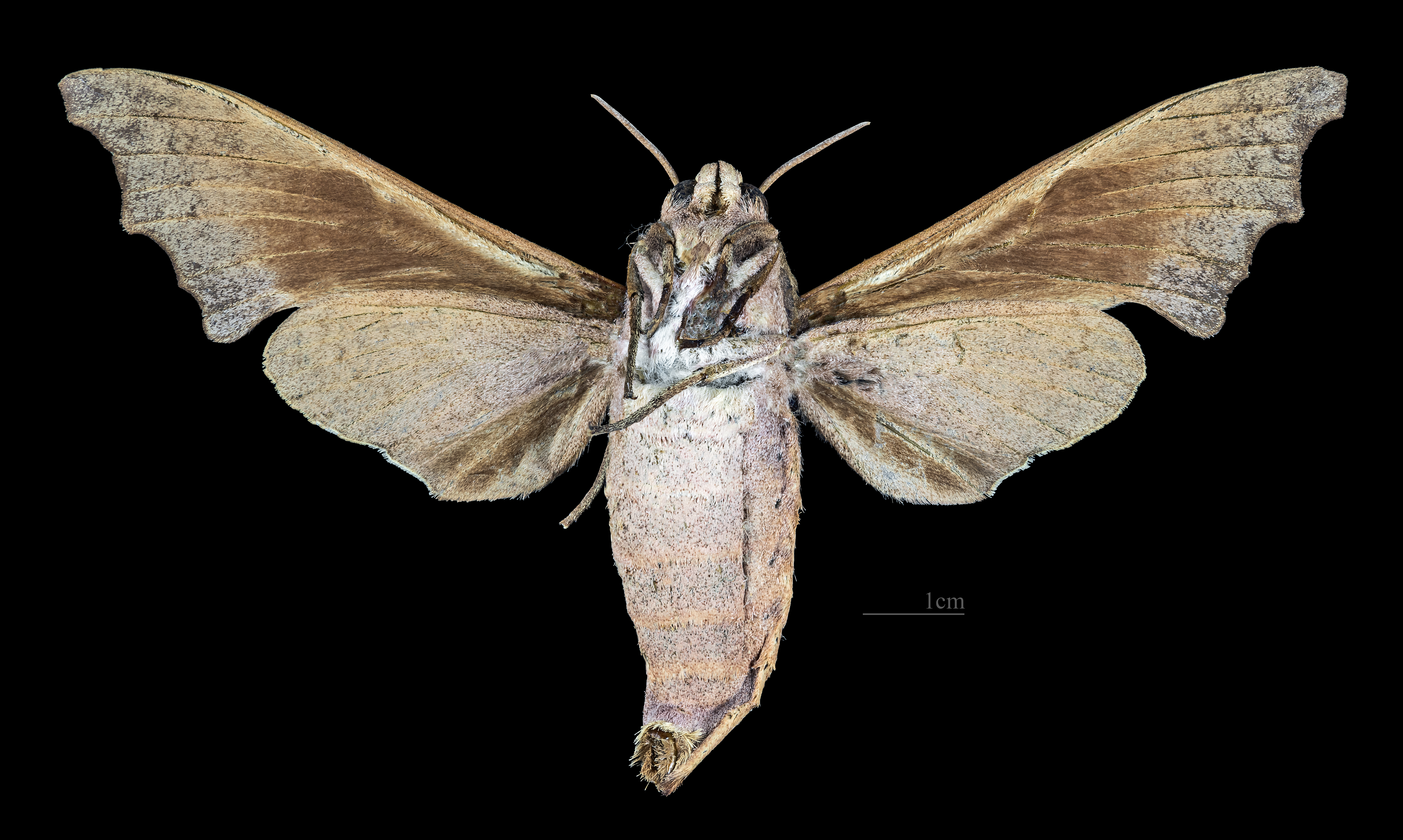
Cypa decolor  ♀ △